# Joachim Ehrenreich von Benekendorff
Joachim Ehrenreich von Benekendorff (* um 1686; † 26. Juni 1756) war ein preußischer Landrat. Er stand von 1739 bis zu seinem Tode dem Kreis Schivelbein in der Neumark vor.
Er stammte aus der uradligen neumärkischen Familie Benekendorff (auch „Beneckendorff“ geschrieben). Sein Vater Joachim von Benekendorff (* um 1645) war Erbherr auf Klemzow, Denzig und Lankow und Landrat des Kreises Schivelbein. Seine Mutter Sophia war eine geborene von Beerfelde. 
Joachim Ehrenreich von Benekendorff studierte ab 1706, gemeinsam mit seinem jüngeren Bruder Georg Friedrich von Benekendorff, Rechtswissenschaften an der Universität Halle. Danach trat er in die Preußische Armee ein. Als Leutnant nahm er seinen Abschied. 
Er lebte dann auf seinem Gut Klemzow. Im Jahre 1738 wurde er Adjunkt des Landrates des Kreises Schivelbein, Curt Melchior von Kettwig, und erhielt nach dessen Tod im folgenden Jahr das Amt des Landrates. Das Amt übte er bis zu seinem Tod 1756 aus. Sein Nachfolger wurde George Heinrich von Blanckenburg. 